# Indvielse af Dronning Alexandrines Bro 30. Maj 1943
|  | Denne artikel er oprettet af botten Steenthbot ud fra en ekstern database. Den kan derfor have sproglige fejl eller mangler. Denne skabelon kan fjernes efter kontrol af indholdet. |

Indvielse af Dronning Alexandrines Bro 30. Maj 1943 er en dansk ugerevy fra 1943 med reportage fra indvielsen af Dronning Alexandrines Bro.

## Handling
Indvielse af broen mellem Sjælland og Møn under overværelse af Dronning Alexandrine, Kronprins Frederik og kronprinsesse Ingrid. Det er Danmarks trediestørste bro, og den har kostet 6 mio. kr. Festlighederne foregår uden for Kallehave Færgegård, hvor amtmand Toft byder velkommen. Indvielsen overværes af 30.000 tilskuere. Den kgl. kortege kører over broen, og derefter strømmer sjællændere og mønboere over fra begge sider. I Stege festes der hele dagen med bl.a. gymnastikopvisning og asfaltbal.

## Medvirkende
- Dronning Alexandrine
- Kong Frederik IX